# Rosenstolz
Rosenstolz war ein Musikduo aus Berlin, das aus der Sängerin AnNa R. und dem Songwriter und Sänger Peter Plate bestand. Die Gruppe wurde 1991 in Berlin-Friedrichshain gegründet.
Die fast immer auf Deutsch gesungenen Lieder waren zu Beginn stilistisch zwischen Pop, Chanson und Rock angesiedelt. Besonders zu Beginn ihrer Karriere produzierten Rosenstolz Musik mit oftmals mehrdeutigen Texten. Für ihren Stil prägten die Berliner Medien zu jener Zeit (Anfang bis Mitte der 1990er Jahre) den Begriff „Mondänpop“. Ab dem Jahr 2000 traten die Chanson-Elemente mehr und mehr in den Hintergrund und die Pop-Elemente mehr in den Vordergrund.
Am 20. Dezember 2012 gaben die Künstler bekannt, ihre Zusammenarbeit auf unbestimmte Zeit pausieren zu wollen. Bereits im Jahre 2012 hatte AnNa R. begonnen, mit einigen alten Bandkollegen und Freunden an neuer Musik zu arbeiten. Ihre neue Band trug den Namen Gleis 8. Am 30. August 2018 stellte Peter Plate einen bislang unveröffentlichten Rosenstolz-Song vor. Zudem erschien ein neues Best-of-Album, an dessen Zusammenstellung Plate mitwirkte. 

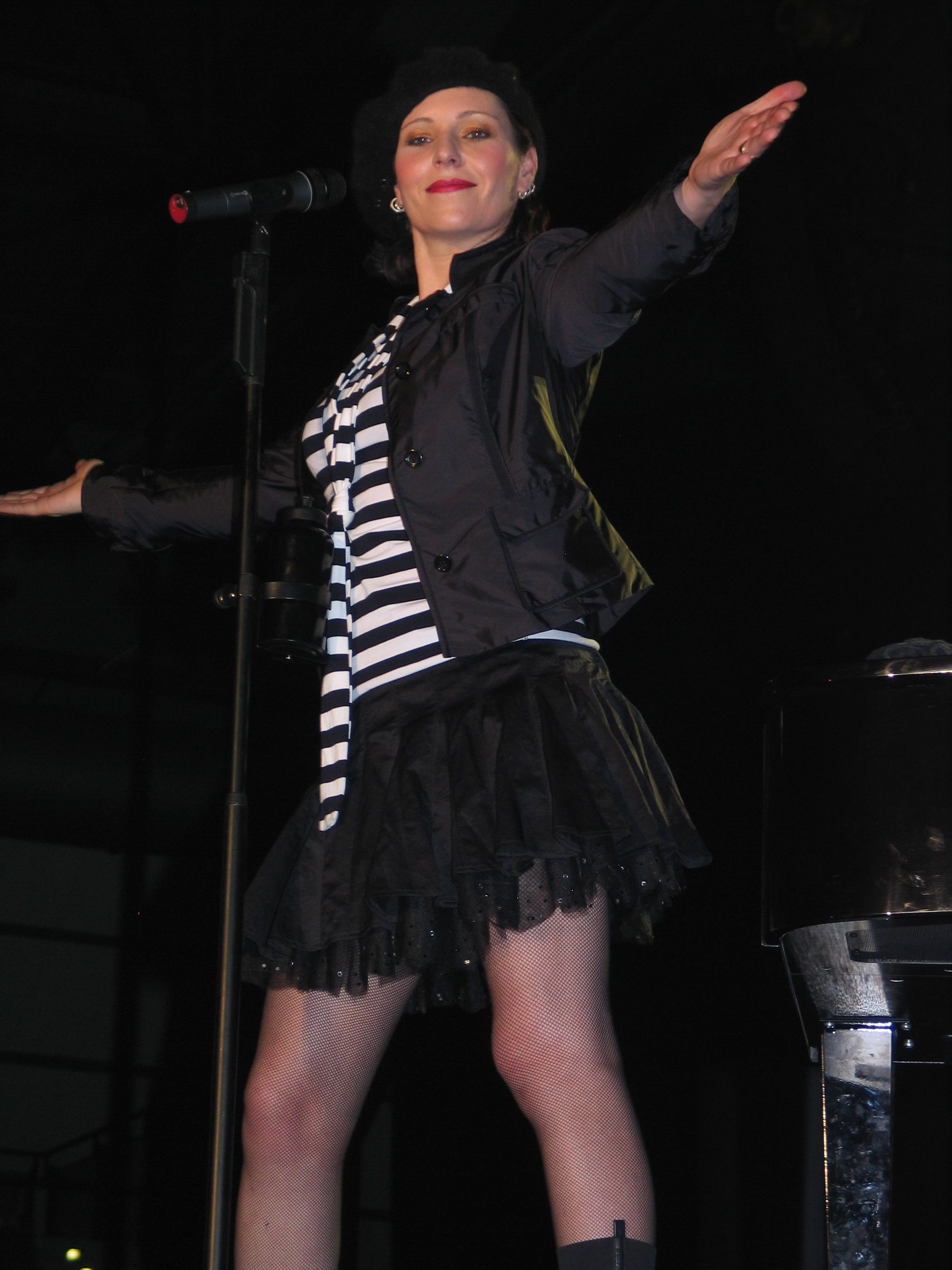
AnNa R., 2006

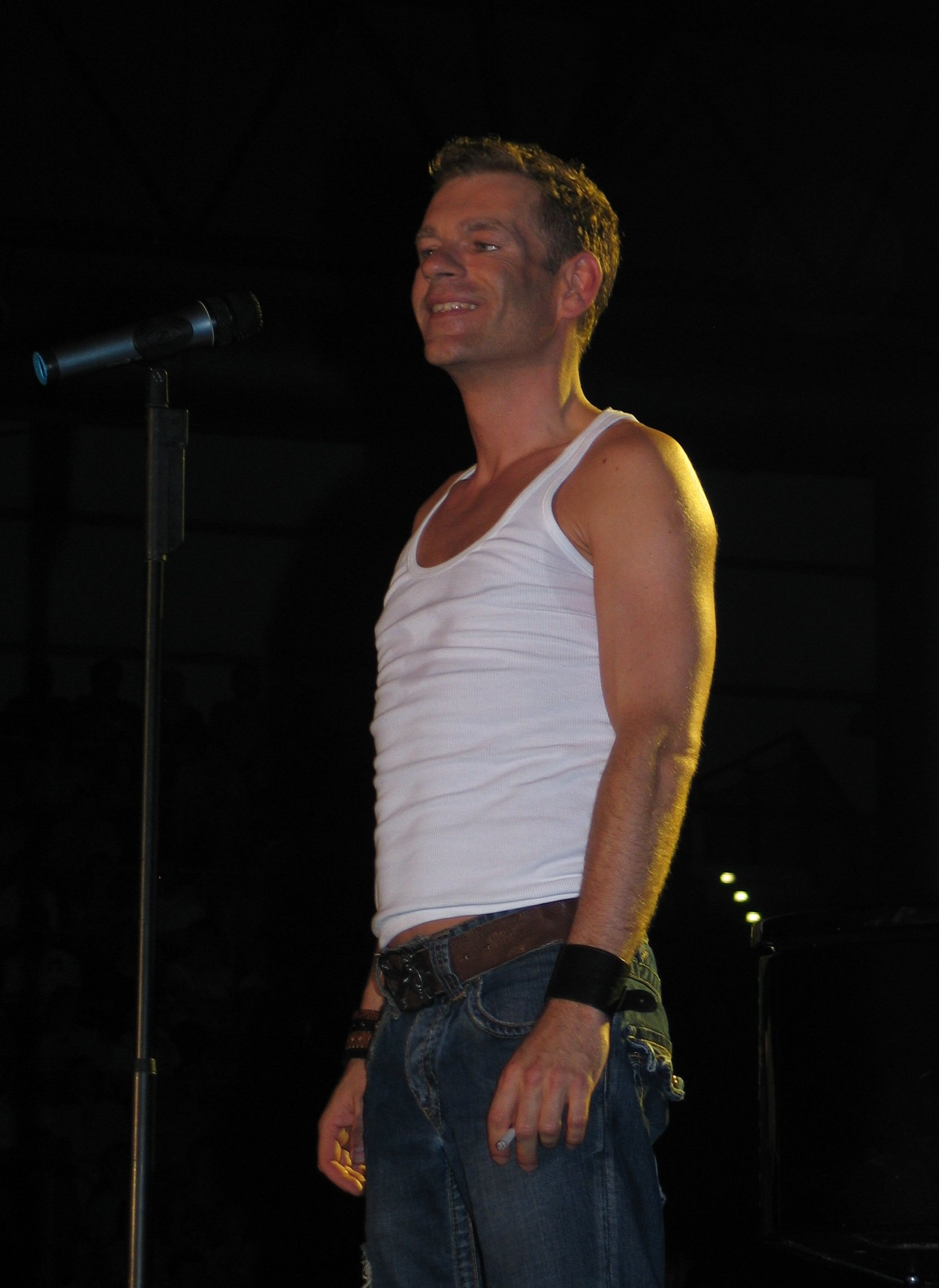
Peter Plate, 2006

## Geschichte
AnNa R. und Peter Plate lernten sich über den Vermieter von Plates Wohnung kennen. Sie fingen an, Songs zu schreiben und diese auf einem 4-Spur-Kassettenrekorder aufzunehmen. Einige dieser Demo-Versionen findet man heute noch auf Singles als B-Seite oder auf den Alben Sanfte Verführer, Raritäten und Raritäten II.
Rosenstolz spielten zu Beginn vor sehr kleinem Publikum. Ihr erstes Konzert gaben sie im Oktober 1991 in der Galerie Bellevue in Berlin, knapp 30 Zuschauer waren anwesend. Bei einem ihrer Konzerte im Berliner Schwulenzentrum SchwuZ wurden sie 1992 ausgebuht. Eine Aufzeichnung des Liedes Klaustrophobie von einem ihrer ersten Konzerte ist in der 14. Folge der Schwulen-Fernsehserie Licht und Schatten von Andreas Weiß zu sehen. Die Popularität von Rosenstolz wuchs jedoch von Jahr zu Jahr.
Im Mai 1997 spielten Rosenstolz, auf Einladung des Goethe-Instituts, ein Konzert vor etwa 10.000 Zuschauern in Nowosibirsk. Im selben Jahr erreichten sie mit ihrem Album Die Schlampen sind müde auch die erste Chartplatzierung. Einen Sprung in ihrer Karriere stellte ein Auftritt beim nationalen Vorentscheid zum Eurovision Song Contest 1998 mit dem Song Herzensschöner dar, wo sie den zweiten Platz erreichten. 2000 eroberten Rosenstolz dann mit Kassengift die Spitze der Charts und mit dem Clip zur Single Amo Vitam langsam die Musikfernsehsender. Der große Durchbruch gelang 2004 mit der Single Liebe ist alles und dem Album Herz.
Bei ihren Live-Konzerten wird Rosenstolz von einer siebenköpfigen Band begleitet, deren Musiker zum Teil schon seit vielen Jahren mit dem Duo touren. Zur letzten Besetzung gehören Fabian (Keyboards, Piano), Peter Koobs (Gitarre), Thomy Jordi (E-Bass), Ulrich „Ulle“ Rode (Gitarre) und Jens Carstens (Schlagzeug und Percussion). Der langjährige Gitarrist Ralf Lübke hat die Band nach der Willkommen-Tournee verlassen, um mehr Zeit für seine eigene Gruppe Monkeeman zu haben. Für ihn war Ulrich „Ulle“ Rode neu hinzugekommen. Zoran Grujovski wird seit der Bist du dabei-Tour durch einen neuen Musiker namens Fabian ersetzt. Außerdem vervollständigten Lorenzo Allacher (Saxophon und akustische Gitarre, ehem. Sax bei Blechreiz) und Anne de Wolff (Geige, Akkordeon) die Band.
Hin und wieder beziehen Rosenstolz in ihren Liedern auch politisch Stellung, wie zum Irak-Krieg im Jahre 2003 mit dem Titel Laut oder 1999 mit einem Kommentar zur damals gerade diskutierten Homo-Ehe in Ja, ich will zusammen mit Hella von Sinnen. Im dazugehörigen Video, bei dem Marcus Sternberg Regie führte, treten die Duettpartner (von Sinnen und Plate) zusammen mit ihren Partnern Cornelia Scheel beziehungsweise Ulf Leo Sommer auf. Auch auf der Das große Leben-Tour kritisierte Plate die ablehnende Haltung gegenüber Homosexuellen.

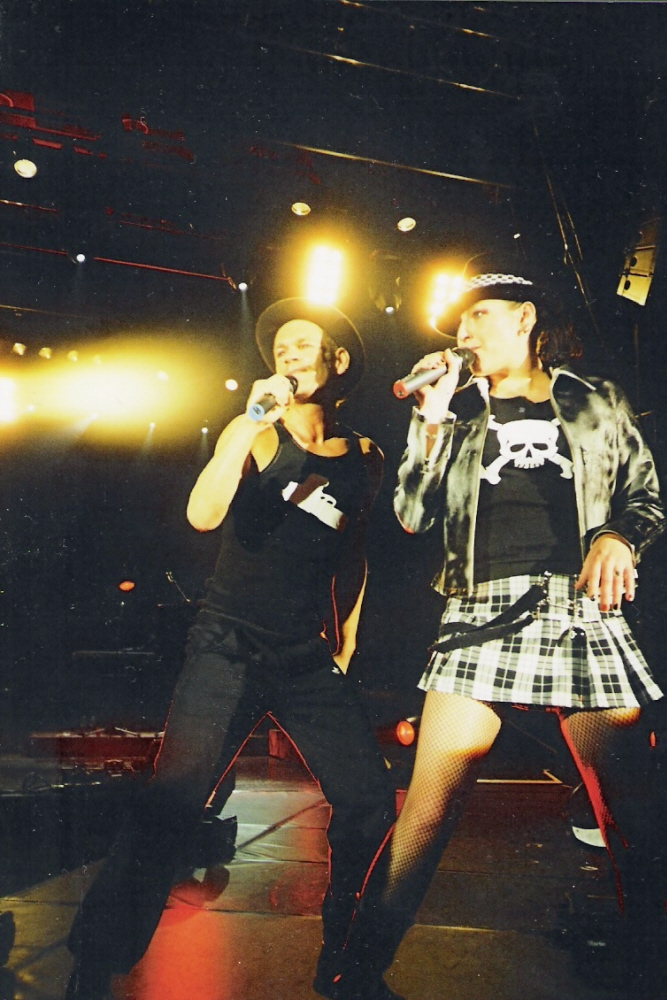
Rosenstolz während ihrer Herz-Tour 2004

Zu dem Coming-out-Film Sommersturm (2004) steuerten sie das Lied Willkommen vom Album Herz bei.
Den Echo bekamen sie 2003 für die „beste Künstler-Web-Page“ verliehen. Weitere Preise sind u. a. der Comet für Bestes Video National (Es tut immer noch weh) sowie mehrere goldene Stimmgabeln.
Im März 2006 veröffentlichten Rosenstolz dann ihr zehntes Studioalbum Das große Leben. Die dazugehörige erste Single Ich bin ich (wir sind wir) erreichte Platz zwei der Singlecharts. Weitere Singles waren Nichts von alledem (tut mir leid), Ich geh in Flammen auf, Auch im Regen und Aus Liebe wollt ich alles wissen. Alle Singles waren erfolgreich und landeten in den Top 20. Am erfolgreichsten war aber das Album selbst: Nach insgesamt fünf Wochen auf Platz eins und rund 40 Wochen in den Top 10 wurde es ihr bis dato erfolgreichstes Album. Auch in Österreich erreichten Rosenstolz erstmals den Spitzenplatz. Insgesamt wurden von Das große Leben mehr als eine Million Exemplare verkauft.
Am 1. Februar 2007 wurde dem Duo in Berlin die Goldene Kamera der Fernsehzeitschrift Hörzu in der Kategorie Pop national verliehen.
Am 23. März 2007 erschien ihre Benefizsingle Aus Liebe wollt ich alles wissen, bei der Rosenstolz ihre gesamten Einnahmen der Deutschen AIDS-Stiftung spenden. Bei einem Benefiz-Konzert am 18. Juni 2007 in der Berliner Columbiahalle spendeten Rosenstolz sämtliche Einnahmen und übergaben am Ende des Konzerts unter der Schirmherrschaft von Klaus Wowereit einen Scheck über 100.000 Euro an die Deutsche AIDS-Stiftung.
Am 25. März 2007 bekamen Rosenstolz den Echo in der Kategorie Gruppe Rock/Pop National verliehen. Wie schon bei der Verleihung der Goldenen Kamera war Klaus Wowereit der Laudator. Außerdem wurde ihnen im selben Jahr der Fred-Jay-Preis verliehen. Die Stadt Goslar würdigte weiterhin am 30. Mai 2007 Peter Plates musikalisches Schaffen mit dem Paul-Lincke-Ring.
Am 29. August 2008 kam die Single Gib mir Sonne auf den Markt, die Vorbote für das am 26. September erscheinende neue Album Die Suche geht weiter der Band ist. Mit Gib mir Sonne gelang es Rosenstolz zum ersten Mal in ihrer Karriere, auf den Spitzenplatz der deutschen Single-Charts zu gelangen; auch das Album kam auf Platz eins der deutschen Charts und hat Platin-Status. Gib mir Sonne wurde außerdem als Titelsong der Sat.1-Telenovela Anna und die Liebe mit Jeanette Biedermann ausgewählt, die am 25. August 2008 startete und am 13. April 2012 endete. In der letzten Folge der Telenovela (926) wurde der Song in der letzten Szene komplett eingespielt, wobei alle Schauspieler und Mitarbeiter durch das Bild gingen. Im November 2008 begannen Rosenstolz ihre Bist-du-dabei-Tour 08/09, die am 26. Januar 2009 vorzeitig in Hamburg endete und die 30 Hallenkonzerte in Deutschland, Österreich und der Schweiz umfasste. Die letzten beiden Konzerte in Köln und Hannover sowie die für den Sommer 2009 geplante zusätzliche Open-Air Tour mit 15 Terminen wurden krankheitsbedingt abgesagt.
Am 11. Februar 2009 gaben Rosenstolz auf ihrer Homepage bekannt, dass Plate am Burnout-Syndrom erkrankt ist, woraufhin alle Termine des Duos abgesagt wurden. Am 21. Februar gewann Rosenstolz den Echo für Bestes Video national und ihr soziales Engagement gegen AIDS.
Nach den Single-Auskopplungen Wie weit ist vorbei und Blaue Flecken erschien am 11. September 2009 der Titel Ich bin mein Haus mit bisher unveröffentlichten neuen Versionen ihrer Hits aus dem Album Die Suche geht weiter.
Am Welt-AIDS-Tag 2009 wurden Rosenstolz durch das Sächsische Staatsministerium für Soziales und Verbraucherschutz die Sächsische Ehrenmedaille „Für herausragende Leistungen im Kampf gegen HIV und AIDS“ verliehen.
2011 feierten Rosenstolz ihr 20-jähriges Jubiläum. Passend dazu verkündete die Plattenfirma der Band in einer Pressemitteilung vom 27. Juli 2011, dass am 9. September 2011 die neue Single Wir sind am Leben veröffentlicht wird. Das gleichnamige Album folgte dann am 23. September 2011. Damit meldete sich Rosenstolz nach fast dreijähriger Pause zurück. Die auf 2500 Stück limitierte Super Deluxe Edition des Albums enthält unter anderem eine sehr seltene Kassette von 1991 mit den ersten Aufnahmen, die Rosenstolz veröffentlichten. Am 31. August wurde AnNa R. und Peter Plate für ihre Bemühungen im Kampf gegen AIDS das Bundesverdienstkreuz verliehen.
Rechtzeitig zum 20. Bühnenjubiläum sendete die ARD am 21. Oktober 2011 die einstündige Dokumentation Rosenstolz – Wir sind Wir! – Die Erfolgsgeschichte eines Popduos von Marc Boettcher.
Zudem covert Melanie C den Rosenstolz-Erfolgstitel Liebe ist Alles, den ihr Plate bei einem Besuch in London angeboten hatte. Ihre Version trägt den Titel Let There Be Love. Am 10. November 2011 traten Rosenstolz mit Wir sind am Leben beim Bambi 2011 auf.
Am 17. Februar 2012 gab das Pop-Duo bekannt, eine erneute „kreative Pause“ einzulegen. Demzufolge wurde neben einem Fernsehauftritt bei Carmen Nebel auch der Auftritt beim Echo 2012 am 22. März 2012, für den Rosenstolz in der Kategorie Gruppe Rock/Pop National nominiert waren, abgesagt. Eine Stimmbandentzündung von AnNa R. sei laut der Plattenfirma Universal der Grund für die erneute Pause und die abgesagten Auftritte.
Rosenstolz gaben am 19. Dezember 2012 auf ihrer Internetpräsenz bekannt, eine erneute Pause auf unbestimmte Zeit einzulegen: „Wir haben viel miteinander geredet, gelacht und geweint und wir haben festgestellt, dass uns so viel verbindet und wir zusammen so viel erlebt und erreicht haben, dass es jetzt der schönste Moment ist, einander Raum zu geben. […] Genau dafür schenken wir uns nun gegenseitig Zeit und lassen für den Moment los.“
Mit dem Song Wenn es jetzt losgeht meldeten sich Rosenstolz am 30. August 2018 im sechsten Jahr ihrer kreativen Pause zurück. Es handelt sich jedoch nicht um eine neue Produktion, sondern um eine bislang unveröffentlichte Aufnahme, die eigentlich für das letzte Album Wir sind am Leben vorgesehen war. Am 28. September 2018 erschien das Best-Of-Album Lass es Liebe sein – Die schönsten Lieder, an dessen Zusammenstellung auch Plate mitwirkte und das durch ihn mit Alternativversionen und mit unveröffentlichten Demos ergänzt wurde. Gemeinsame Auftritte waren nach Auskunft von Plate weiterhin nicht geplant. Jedoch kamen AnNa R. und Plate für eine Sonderausgabe von Radio Rosenstolz erneut zusammen, die am 3. Oktober 2018 auf YouTube hochgeladen wurde. Hierfür interviewten sich beide gegenseitig und hörten gemeinsam in ein paar der auf dem Best-Of-Album enthaltenen Lieder hinein.
Rechtzeitig zum 30. Bühnenjubiläum erschien im Dezember 2021 im MDR sowie dessen Mediathek die vierteilige Mini-Serie „Rosenstolz – Liebe ist alles“. Für Buch und Regie zeichnet Tim Evers verantwortlich, Produzent ist Marc Lepetit, Producer ist Ütz Fonfara.
Sängerin AnNa R. starb unerwartet im März 2025 im Alter von 55 Jahren in Berlin.

## Auszeichnungen
- 1998
  - Goldene Stimmgabel
  - Berliner Bär (B.Z.-Kulturpreis)

- 2000
  - Goldene Stimmgabel

- 2001
  - Goldene Stimmgabel

- 2003
  - Echo in der Kategorie Künstler-Web-Page des Jahres
  - Comet in der Kategorie Video National
  - Goldene Stimmgabel

- 2004
  - Comet in der Kategorie Act National
  - Goldene Stimmgabel

- 2006
  - Goldene Stimmgabel

- 2007
  - Echo in der Kategorie Gruppe des Jahres (national), 25. März 2007
  - Goldene Kamera in der Kategorie Pop National, 1. Februar 2007
  - DIVA Award als Beste Band 2006 und "Bestes Album" (Das große Leben)
  - Fred-Jay-Preis für Peter Plate für deutschsprachige Texte
  - Paul-Lincke-Ring der Stadt Goslar an Peter Plate

- 2009
  - Echo in der Kategorie Bestes Video National (Gib mir Sonne), 21. Februar 2009
  - Echo in der Kategorie Sonderpreis für soziales Engagement für ihr Engagement gegen AIDS, 21. Februar 2009
  - Sächsische Ehrenmedaille Für herausragende Leistungen im Kampf gegen HIV und AIDS durch das Sächsische Staatsministerium für Soziales und Verbraucherschutz zum Welt-AIDS-Tag 2009

- 2011
  - Bundesverdienstkreuz 1. Klasse[11]
  - Bambi 2011 in der Kategorie Comeback

- 2012
  - Echo in der Kategorie Gruppe National Rock/Pop, 22. März 2012

## Diskografie
Studioalben

| Jahr | Titel Musiklabel                                 | Höchstplatzierung, Gesamtwochen, AuszeichnungChartplatzierungen (Jahr, Titel, Musiklabel, Platzierungen, Wochen, Auszeichnungen, Anmerkungen) | Höchstplatzierung, Gesamtwochen, AuszeichnungChartplatzierungen (Jahr, Titel, Musiklabel, Platzierungen, Wochen, Auszeichnungen, Anmerkungen) | Höchstplatzierung, Gesamtwochen, AuszeichnungChartplatzierungen (Jahr, Titel, Musiklabel, Platzierungen, Wochen, Auszeichnungen, Anmerkungen) | Anmerkungen                                                  |
| Jahr | Titel Musiklabel                                 | DE | AT | CH | Anmerkungen                                                  |
| ---- | ------------------------------------------------ | --- | --- | --- | ------------------------------------------------------------ |
| 1992 | Soubrette werd’ ich nie Pool (OMV)               | DE93 (1 Wo.)DE | — | — | Erstveröffentlichung: 1992                                   |
| 1994 | Nur einmal noch Traumton Records (Indigo)        | — | — | — | Erstveröffentlichung: 23. Mai 1994                           |
| 1995 | Mittwoch is’ er fällig Traumton Records (Indigo) | — | — | — | Erstveröffentlichung: 14. Mai 1995                           |
| 1996 | Objekt der Begierde Polydor (UMG)                | — | — | — | Erstveröffentlichung: 10. Mai 1996                           |
| 1997 | Die Schlampen sind müde Polydor (UMG)            | DE31 (10 Wo.)DE | — | — | Erstveröffentlichung: 26. September 1997                     |
| 1999 | Zucker Polydor (UMG)                             | DE2 (16 Wo.)DE | — | — | Erstveröffentlichung: 23. April 1999                         |
| 2000 | Kassengift Polydor (UMG)                         | DE1 Gold · (13 Wo.)DE | — | — | Erstveröffentlichung: 4. September 2000 Verkäufe: + 150.000  |
| 2002 | Macht Liebe Polydor (UMG)                        | DE3 Gold · (23 Wo.)DE | AT51 (3 Wo.)AT | — | Erstveröffentlichung: 9. September 2002 Verkäufe: + 150.000  |
| 2004 | Herz Island Records (UMG)                        | DE1 ×3Dreifachplatin · (59 Wo.)DE | AT22 (36 Wo.)AT | CH55 (4 Wo.)CH | Erstveröffentlichung: 22. März 2004 Verkäufe: + 600.000      |
| 2006 | Das große Leben Island Records (UMG)             | DE1 ×11Elffachgold · (117 Wo.)DE | AT1 Platin · (52 Wo.)AT | CH10 Gold · (42 Wo.)CH | Erstveröffentlichung: 3. März 2006 Verkäufe: + 1.145.000     |
| 2008 | Die Suche geht weiter Island Records (UMG)       | DE1 ×3Dreifachplatin · (60 Wo.)DE | AT1 Gold · (15 Wo.)AT | CH2 Gold · (22 Wo.)CH | Erstveröffentlichung: 26. September 2008 Verkäufe: + 625.000 |
| 2011 | Wir sind am Leben Island Records (UMG)           | DE1 ×3Dreifachgold · (30 Wo.)DE | AT1 Gold · (21 Wo.)AT | CH3 (10 Wo.)CH | Erstveröffentlichung: 23. September 2011 Verkäufe: + 310.000 |

## Filmografie
- 1998: Gute Zeiten, schlechte Zeiten (Gastauftritt)
- 2011: Rosenstolz – Wir sind Wir! Die Erfolgsgeschichte eines Popduos, Fernsehdokumentation (ARD) von Marc Boettcher
- 2021: Rosenstolz – Liebe ist alles, Fernsehdokumentation (MDR) von Tim Evers